# 新媒體
新媒體是基于数字技术、网络技术及其他现代信息技术或通信技术的， 具有互动性、融合性的媒介形态和平台。在现阶段新媒体主要包括网络媒体、手机媒体及其两者融合形成的移动互联网，以及其他具有互动性的数字媒体形式。

## 行业
新媒体行业与软件设计、电视、广播、移动通讯等许多市场有着密切联系，特别是电影、广告和营销行业。业界通过与消费者双向对话的形式获利。为了制作新的节目和内容，作为传统媒体行业的电视业也利用新媒体和互联网来扩大资源。广告业同样重视新媒体行业的迅速发展，其运营着价值数百万美元的新媒体广告子公司，广告公司也成立了新的部门来研究新媒体。公关公司则正在实践利用新媒体的机会。互动公关实践使用社交媒体来接触互联网社交网站用户的广大受众。
随着互联网的发展，出现了许多新的职业。新媒体行业就业目前大体分为两个方向，新媒体内容编辑和新媒体运营。互联网带来了创造性的工作，网页设计、游戏设计、网络广播、博客和动画都是随着新媒体崛起而兴起的职业。

## 新媒体的特征
- 数字化（Digital）
- 互动性（Interactive）
- 超文本（Hypertext）
- 虚拟性（Virtual）
- 网络化（Networked）
- 模拟性（Simulated）[4]

## 新媒体的种类
新媒体的种类很多，但目前以网络新媒体、移动新媒体、数字新媒体等为主。融合的宽带信息网络，是各种新媒体形态依托的共性基础。终端移动性，是新媒体发展的重要趋势。数字技术是各类新媒体产生和发展的源动力。
在具体分类上，新媒体可细分为门户网站、搜索引擎、虚拟社区、RSS、电子邮件/即时通讯/对话链、博客/播客、维客、网络文学、网络动画、网络游戏、电子书、网络杂志/电子杂志、网络广播、网络电视、手机短信/彩信、手机报纸/出版、手机电视/广播、数字电视、IPTV、移动电视、楼宇电视等。

### 网络新媒体
网络新媒体亦被称做第四媒体。部落格，门户网站，搜索引擎，虚拟社区，RSS，电子邮件/即时通讯/对话链，博客/播客/微博，维客，网络文学，网络动画，网络游戏，网络杂志，网络广播，网络电视、六維平台、掘客、印客、换客、威客/沃客等。

### 移动新媒体
手机、平板电脑、其它移动设备的短信/彩信、报纸/出版、电视/广播、其中又以Podcast為次世代流行的新媒體，例如大眾常用的Podcast平台有：Apple Podcast、Google Podcast、ListenContent有感說 （页面存档备份，存于）、Spotify、Firstory、Soundon等平台，其中多為有聲節目。

### 新型电视媒体
数字电视、IPTV、移动电视、楼宇电视等。

### 其他新媒体
隧道媒体、路边新媒体、信息查询媒体及其他（如越世代新媒体）。

### 其他新媒介分类
保羅·萊文森的媒介“三分法”：旧媒介、新媒介、新新媒介。旧媒介就是互联网以前的媒介，包括报纸广播电视电影杂志，其特征是自上而下的控制；
新媒介是指互联网的第一代媒介，发端于20世纪90年代，譬如电子邮件、报刊的网络版；
新新媒介是指互联网上的第二代媒介，发端于20世纪末，兴盛于21世纪，譬如博客、优视网、推特、聚友网、维基网等，其主要特征是没有自上而下的控制，信息的消费者也是其生产者，用户产生内容等；
相对于报刊、户外、广播、电视四大传统意义上的媒体，新媒体被形象的称为“第五媒体”。

## 新媒体的互动性
- 它是网络空间内信息發佈门槛低和信息传播方式灵活的直接产物。
- 它在形式上表现为传者和受者之间交流互动的增强。这种互动体现为转载、分享、回帖等形式，和传统媒体的热线电话有很多相似的地方。
- 它也体现在整个信息形成过程的改变中。在真正的互动环境中，信息不再依赖某一方发出，而是在双方的交流过程中形成的。传统媒体中有严格的受众和传者的区分；新媒体中没有了传者和受者，只有信息的参与者。受众在新媒体环境中可以在极大范围内选择自己需要的信息，同时还可以参与信息的传播和发布。
- 它不仅体现在媒介机构和受众之间的互动中，而且体现在受众之间的互动中。
- 它是信息的双向流动。这种双向有别于传统媒体的单向的传播模式，是一种点对点的传播。在这一过程中草根的话语权得到前所未有的尊重，并且在某种程度上促进了现代公民观念的培育。
- 它在应用方面也有表现，如营销、政治选举宣传、政府的网上答复中心等。[7]